# سیونیوس روفیوس آلبینوس
سیونیوس روفیوس آلبینوس (انگلیسی: Ceionius Rufius Albinus؛ زادهٔ ۱ ژانویهٔ ۰۲۵۰) سیاستمدار و سناتور در سنای امپراتوری روم اهل روم باستان است که در سال ۳۳۵ به مقام کنسول روم منصوب شد. روفیوس آلبینوس به عنوان فیلسوف شناخته می‌شد و ممکن است نویسنده آثاری در زمینه منطق و هندسه باشد. او همچنین ممکن است نویسنده تاریخ روم در شعر باشد. در حدود سال ۳۳۷ مجلس سنا فرمانی صادر کرد که او را به خاطر خدماتش با مجسمه ای تجلیل کرد.